# Дунайское протописьмо
Дуна́йское протописьмо́ — термин, введённый немецкими лингвистами для совокупности символов, найденных на различных объектах культуры Винча конца V — начала IV тыс. до н. э.

## Тэртерийские таблички
В 1961 году румынскими археологами близ села Тэртэрия (рум. Tărtăria) в румынском жудеце Алба, примерно в 30 км от города Алба-Юлия были обнаружены три необожжённые глиняные таблички. Находки сопровождались 26 фигурками из глины и известняка, а также обгоревшим скелетом взрослого мужчины.
Две таблички прямоугольные, одна — круглая, причём в двух из них просверлены отверстия. Диаметр круглой таблички не превышает 6 см, остальные ещё меньше. На одну сторону табличек нанесены изображения рогатого животного, ветки дерева и целого ряда относительно абстрактных символов (возможно, сцена охоты).

Тэртэрийская табличка 1
Тэртэрийская табличка 2
Тэртэрийская табличка 3
Вариант прориси

## Корпус надписей
С середины XX в. корпус надписей увеличивается лавинообразно — их распространение охватывает широкую территорию (юг Румынии, Болгария, греческая Македония, республика Македония, Сербия). Одним из крупнейших текстов является табличка из Диспилио.
В настоящее время известно до тысячи объектов культуры Винча, на которых процарапаны подобные пиктограммы — подчас всего одна или несколько, но в некоторых случаях и довольно большое их количество, расположенных рядами — горизонтально, вертикально либо по кругу. При этом пиктограммы, напоминающие животных или ветки деревьев, перемежаются с абстрактными символами вроде крестов, свастик и шевронов. Находки пиктограмм сделаны не только в Румынии, но и в соседних странах: в Болгарии (таблички из Градешницы, Рибена, Быты), Венгрии, Молдавии, Сербии и на Украине. У берегов озера Касторское (юго-западная Македония, ном Кастория) найдена т. н. табличка из Диспилио. Несмотря на разделяющие их сотни километров и сотни лет, пиктограммы демонстрируют удивительное сходство на всём протяжении ареала культуры Винча.

## Датировка
Первоначально все предметы были отнесены археологами к доиндоевропейской культуре Винча, тем более что сходные пиктограммы были известны из находок керамики в Винче с 1875 года.
Изначально надписи, как и сама культура Винча, датировались радиоуглеродным (некалиброванным) методом ок. 2700 года до н. э. Датировка надписей была оспорена, когда радиоуглеродный анализ обезглавленного человеческого скелета и костей животных, найденных в одном слое с табличками из Тэртэрии, отодвинул их возраст к 5300 году до н. э. Тем не менее большинством современных исследователей сама культура и её надписи датируются концом V — началом IV тыс. до н. э.
Пиктограммы оставались в ходу до наступления бронзового века (нашествие индоевропейцев), после чего вышли из употребления, и на смену им не пришло никакого подобия письменности.

## Трактовки
Тэртерийские надписи стали археологической сенсацией, особенно после того, как авторитетный археолог Мария Гимбутас, занимаясь восстановлением культуры и религии доиндоевропейской Европы, объявила нанесённые на них пиктограммы древнейшей в мире формой письменности. Если предположение Гимбутас верно, то так называемая «древнеевропейская письменность» существовала на континенте задолго не только до минойской (которая традиционно считается первой письменностью Европы), но и ранее протошумерской и протокитайской систем письма. Согласно гипотезе Гимбутас, эта система возникает в первой половине VI тыс. до н. э., распространена между 5300-4300 годами и исчезает к 4000 году до н. э., дав ответвления в критском линейном письме А и кипро-минойском письме.
Исследователь Ш. Уинн (1973) выделил 210 знаков письма, состоящих из 5 базовых элементов и представляющих модификацию примерно 30 основных знаков. Число знаков указывает на то, что письменность была силлабической. Х. Хаарманн (1990) нашёл около 50 параллелей между данной системой и критским и кипрским письмом.
Большинство исследователей не разделяют взгляды Гимбутас, Уинна и Хаарманна. На первых порах после публикации находок в Тэртерии в науке господствовало мнение, что пиктограммы обозначали принадлежность того или иного предмета (как правило, керамики) определённому лицу. Однако широкое распространение пиктограмм на территории разных стран на протяжении многих столетий поставило под сомнение обоснованность этой гипотезы.
Согласно другой теории, пиктограммы тэртерийского типа могут быть объяснены путём сопоставления с первыми примерами минойской и шумерской письменности. Как и в случае с клинописью, первоначальной функцией пиктограмм мог служить учёт имущества и указание на его стоимость. В поддержку этой теории приводят тот довод, что пиктограммы зачастую наносились на днище горшков. Примерно шестую часть пиктограмм составляют знаки, напоминающие гребень или щётку, — это могли быть примитивные цифры.
В настоящее время наиболее общепринято объяснение пиктограмм из Тэртерии как знаков ритуально-культового характера, которые использовались при отправлении религиозных обрядов, после чего теряли значение. Человек, в захоронении которого были найдены таблички, мог быть шаманом. Сторонники этой теории указывают на отсутствие эволюции пиктограмм на протяжении всего времени существования культуры Винча, что трудно было бы объяснить, имей они отношение к фиксации торгового оборота.
На то, что общество не приписывало пиктограммам большой экономической ценности, указывают и места их обнаружения — они были захоронены под жилищами либо выбрасывались вместе с отходами жизнедеятельности как мусор. Не исключено, что пиктограммы тэртерийского типа представляли собой такой же ранний этап в формировании письменности, как петроглифы Чатал-Гуюка и Каменной Могилы, интерпретация которых наталкивается на сходные сложности.